# Смілка вилчаста
Смілка вилчаста (Silene dichotoma) — вид рослин з родини гвоздикових (Caryophyllaceae), поширений у Євразії.

## Опис

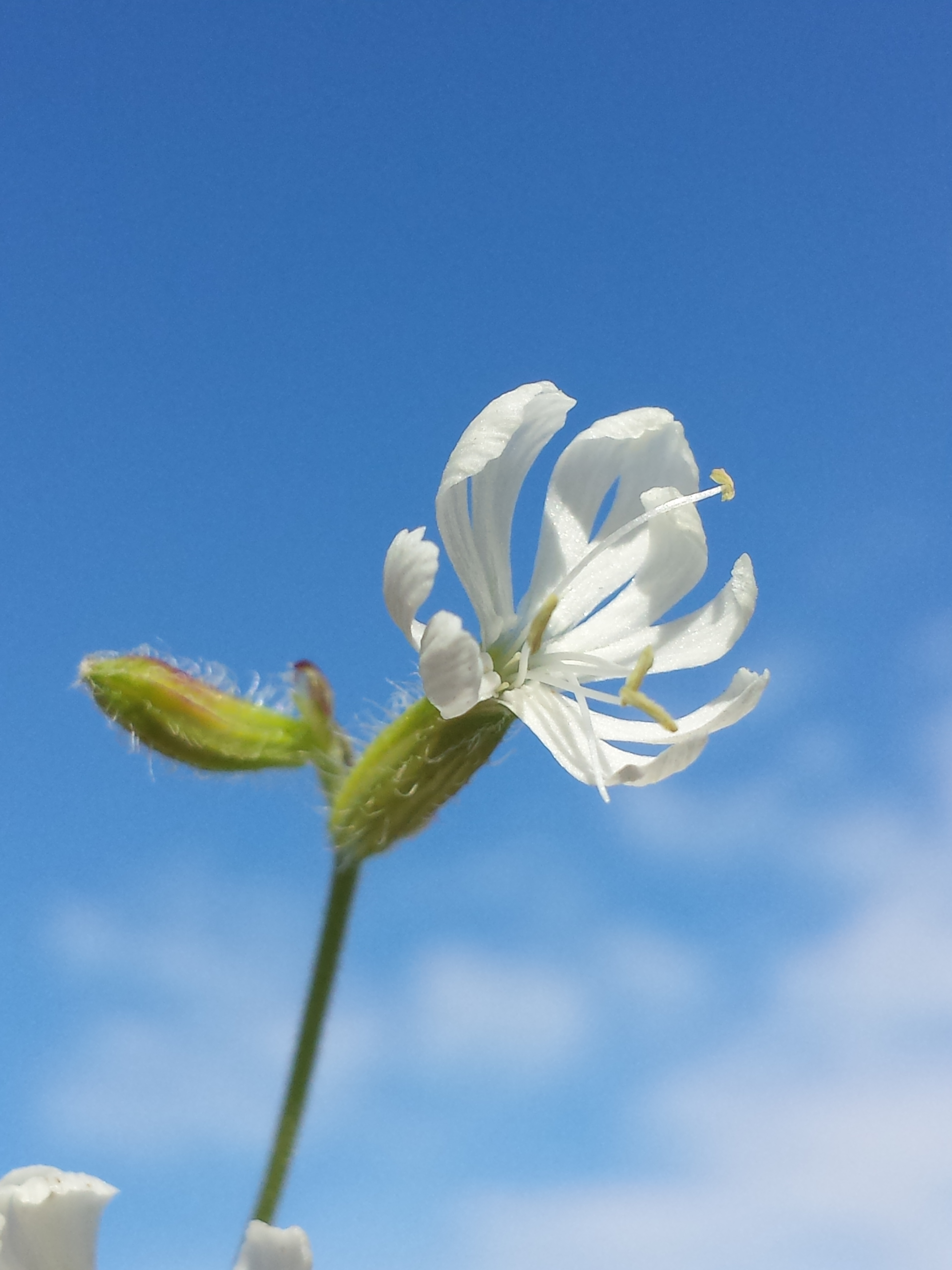

Однорічна чи дворічна трав'яниста рослина 40–70 см заввишки, запушена кучерявим багатоклітинними волосками. Стебло пряме, у верхній частині вилчато-гіллясте. Листки широко-ланцетні, загострені, з 3–5 жилками, по обидва боки кучеряво-волосисті. Суцвіття — розлога волоть зі спрямованими вгору гілками. Квітки сидячі або на дуже коротких ніжках (1 мм). Приквітки плівчасті, буруваті, на краях довго-війчасті. Чашечка вузько-циліндрична, при плодах довгаста 11–14 мм довжиною, з зеленими опуклими жилками, кучерями-волосиста. Пелюстки жовті, глибше половини розділені на довгасті частки. Коробочка довгаста, на дуже короткій ніжці (1–2 мм).

## Поширення
Вид поширений у південній і східній Європі та в західній Азії; інтродукований до західної та північної Європи, Алжиру, Канади, США, Японії.
В Україні вид зростає на відслоненнях, бур'ян — у Закарпатті, Прикарпатті, півд. ч. Лісостепу, Поліссі, рідко; в Степу і Криму, зазвичай.